# Eugen Hamm (Maler)

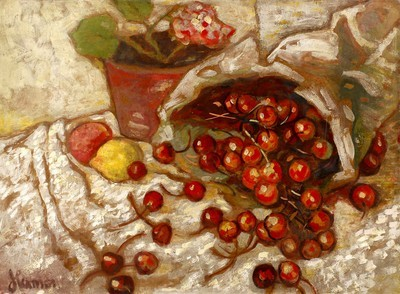
Stilleben mit Kirschen, um 1920

Eugen Hamm (* 12. Mai 1885 in Apolda; † 3. Juli 1930 in Berlin-Schöneberg) war ein deutsch-jüdischer Maler und Graphiker, Schüler von Lovis Corinth (1858–1925) und Henri Matisse (1869–1954).

## Leben und Wirken
Hamm wurde in der Familie des aus Braunschweig stammenden Apoldaer Textilfabrikanten Semmy Hamm und seiner Frau Eleonore geborene Jawrower aus Leipzig geboren. Die Eltern waren israelitischer Religion. Er hatte einen um ein Jahr älteren Bruder Arthur.
Nach seinem Schulbesuch (Ort und Zeit nicht bekannt) absolvierte er in Leipzig eine zweieinhalbjährige kaufmännische Ausbildung. Danach begann seine künstlerische Tätigkeit mit humoristischen Zeichnungen, gefördert von Thomas Theodor Heine (1867–1948), dem Herausgeber des Simplicissimus. Er arbeitete auch an der Zeitschrift Jugend mit.
1904 ging er an die private Malschule von Lovis Corinth in Berlin. In Berlin war er auch zwischen 1907 und 1909/10 vorwiegend ansässig und hatte hier auch in der Secession seine erste Ausstellung. 1909 weilte Hamm in Paris und studierte an der Académie Matisse. Das war eine private Malschule für bis zu 100 Schüler aus dem In- und Ausland und ein Forum von Künstlern, die vor allem in Matisse ihre künstlerische Inspiration sahen.
Ab 1910 hielt Hamm sich vorwiegend in Leipzig auf, unterbrochen von Aufenthalten in Paris zwischen 1911 und 1913, wobei er Kontakt zu den Künstlerkreisen im Café du Dôme hielt. In Leipzig wurde er Mitglied im Deutschen Künstlerbund, im Leipziger Künstlerverein und später auch im Reichsverband Bildender Künstler Deutschlands.
Bei Ausbruch des Ersten Weltkrieges meldete er sich freiwillig zum Heeresdienst. Nach dem Krieg ging er nach kurzen Aufenthalten in Italien und München wieder nach Leipzig. Hier arbeitete er unter anderem als Porträtist für die Neue Leipziger Zeitung. Zusammen mit Will Howard (1879–1945) und Rüdiger Berlit (1883–1939) arbeitete er im Kreis Leipziger Expressionisten auf dem Gebiet der Druckgraphik. Das bekannteste Ergebnis Hamms auf diesem Gebiet ist die Mappe „Vorstadt-Bordell“, die in Zusammenarbeit mit Joachim Ringelnatz (1883–1934) entstand.
1925 gehörte er zur Jury der 10. Leipziger Jahresausstellung.
1928 zog er nach Berlin, wo er 1930 in Berlin-Schöneberg den Freitod wählte. Bereits zwölf Tage später erschien in der Nummer 29/1930 der Weltbühne ein Gedicht von Erich Kästner (1899–1974) zu Hamms Tod unter dem Titel Nekrolog für den Maler E. H.
1937 wurden in der Nazi-Aktion „Entartete Kunst“ drei seiner Bilder aus dem Museum der bildenden Künste Leipzig beschlagnahmt und vernichtet.
Heute befinden sich zahlreiche seiner Werke in renommierten Museen, wie der Galerie Neue Meister in Dresden, dem Museum der bildenden Künste Leipzig und dem Lindenau-Museum Altenburg.
Das Gesamtwerk Eugen Hamms umfasst neben Ölgemälden Radierungen, Zeichnungen (Bleistift, Tuschfeder, Tuschpinsel, Kugelschreiber), Lithographien und Pastelle. Seine Themen sind Stillleben, Landschaften, Städtebilder, Porträts und Aktdarstellungen. Die Malweise Hamms ist beeinflusst von seinen Lehrern Corinth und Matisse, aber auch stark angelehnt an Auguste Renoir (184–1919).

## Ausstellungen
- Berliner Secession, 1907, 19010–1912
- Galerie Commeter Hamburg, 1913
- Freie Secession, 1914
- Galerie Alfred Flechtheim Düsseldorf, 1914
- Museum der bildenden Künste Leipzig, 1920 (zusammen mit Rüdiger Berlit und Max Schwimmer)
- Galerie Nebehay Wien, 1921

## Werke (Auswahl)

### 1937 als „entartet“ aus dem Museum der bildenden Künste Leipzig beschlagnahmte und vernichtete Werke
- Max Schwimmer (Öl auf Leinwand, 60,5 × 50,5 cm, 1923)[7]
- Selbstbildnis (Öl auf Leinwand, 65 × 34 cm)
- Städtchen (Tusche, aquarelliert, 1920)

### Weitere Werke (Auswahl)
- 1907 Klatschmohn, 11.4 × 17.7 inch, Öl/Karton[8]
- 1913 Weiblicher Rückenakt[9]
- 1913 Damenbildnis in Blau, Museum der bildenden Künste Leipzig,
- 1914 Siesta am Geschütz, Feuerstellung bei St. Hilaire 2.10.1914, Bleistift auf Papier 20,8 × 16,5 cm, Stadtgeschichtliches Museum Leipzig, Inv. Nr. H 302
- 1916 Porträt eines sitzenden Mädchens in Tracht – Öl/Lwd. 110 × 76 cm[10]
- 1919 Stillleben, Museum der bildenden Künste Leipzig
- um 1920 Stillleben mit Kirschen, Zitrone und Orange vor Blumentopf, dünn lasierende impressionistische Malerei, Öl/Malkarton, li. unten sign. Hamm
- 1921 Elsterbrücke, Radierung, Papier 12,5 × 14,2 cm, Stadtgeschichtliches Museum Leipzig, Inv. Nr. H 38
- 1922 At The Brothel, 18.3 × 15.2 inch, Öl[11]
- 1923 Häuser am See (Provence), 27.6 × 21.7 inch, Öl/Lwd.
- 1923 Vorstadt-Bordell. Acht Orig.-Lithographien von Eugen Hamm, mit einleitendem Gedicht von Joachim Ringelnatz. Menès Verlag[12]
- 1925 Sommerlandschaft, Öl auf Leinwand, Staatliche Kunstsammlungen Dresden, Gemäldegalerie Neue Meister, Inventar-Nr. 3634[13]
- 1927 Bildnis Oberbürgermeister Dr. Karl Rothe, Museum der bildenden Künste Leipzig
- Stillleben. Rosenstrauß In Glasvase, Messingleuchter, 25 × 19 cm, Öl/Malkarton
- Junge Frau mit Haube, 14.8 × 12.4 inch, Lithographie

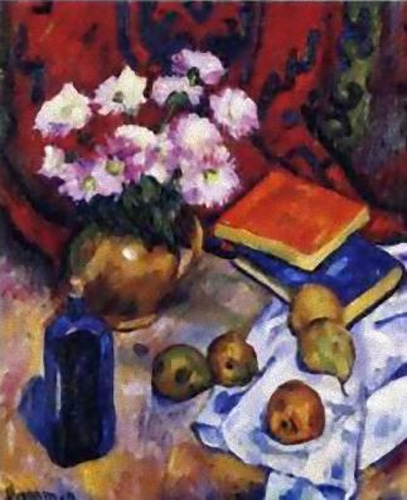
Stillleben
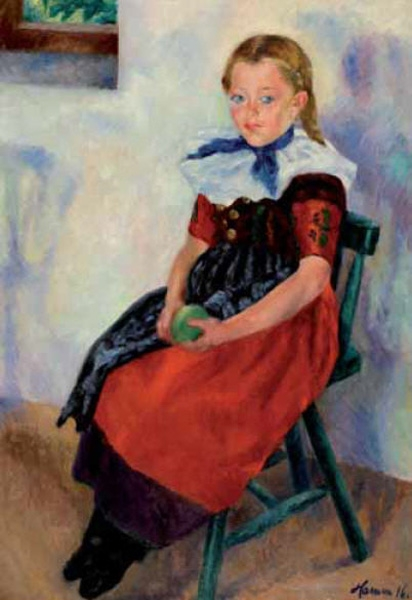
Porträt eines sitzenden Mädchens in Tracht
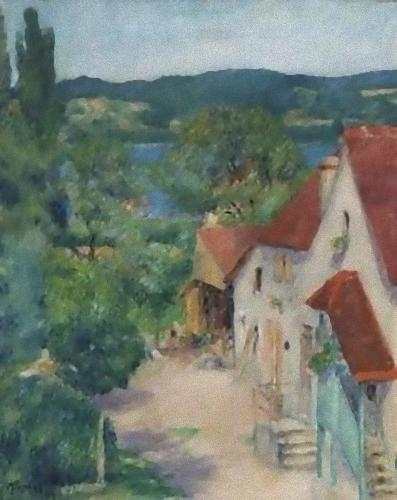
Häuser am See (Provence)
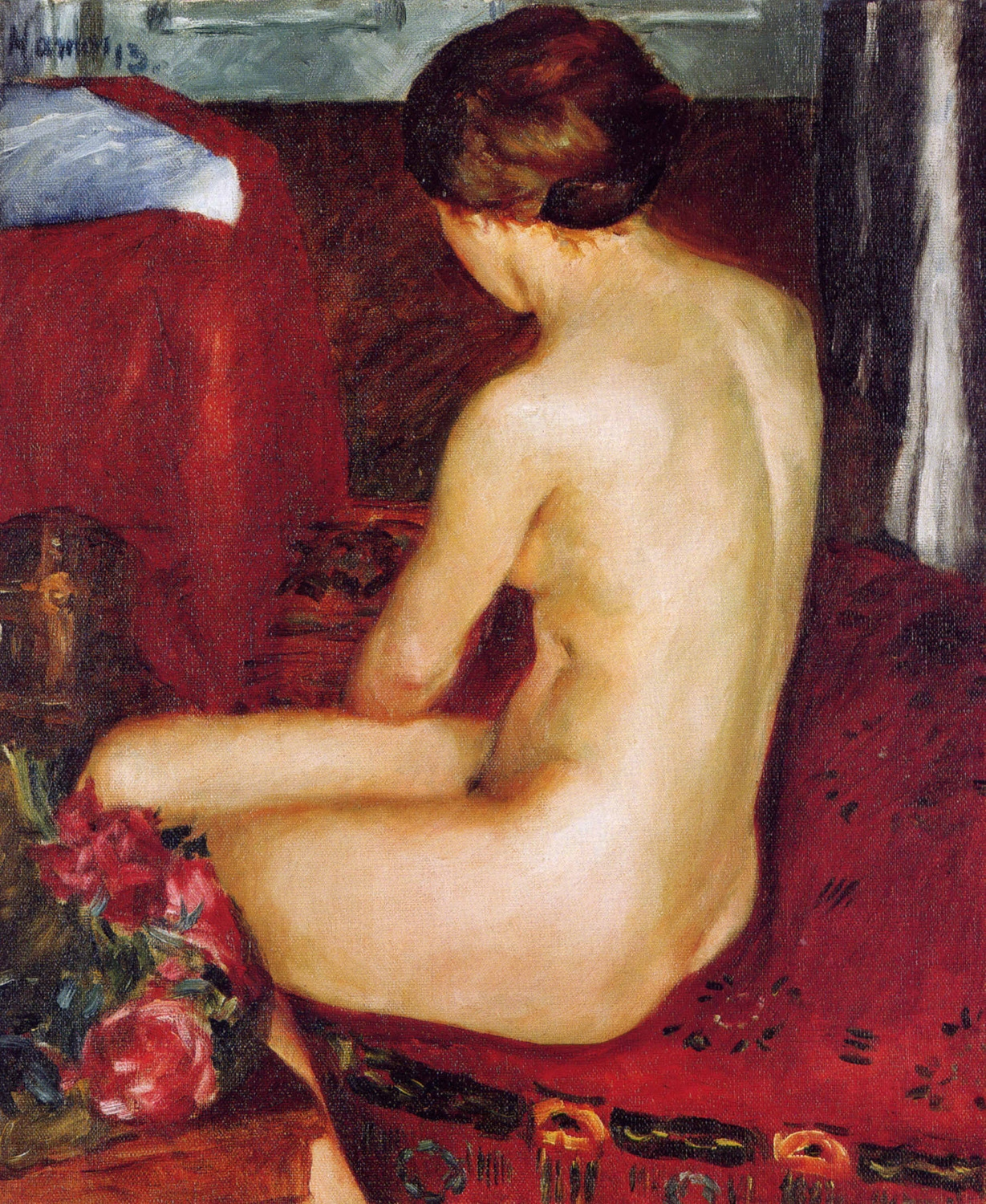
Weiblicher Rückenakt
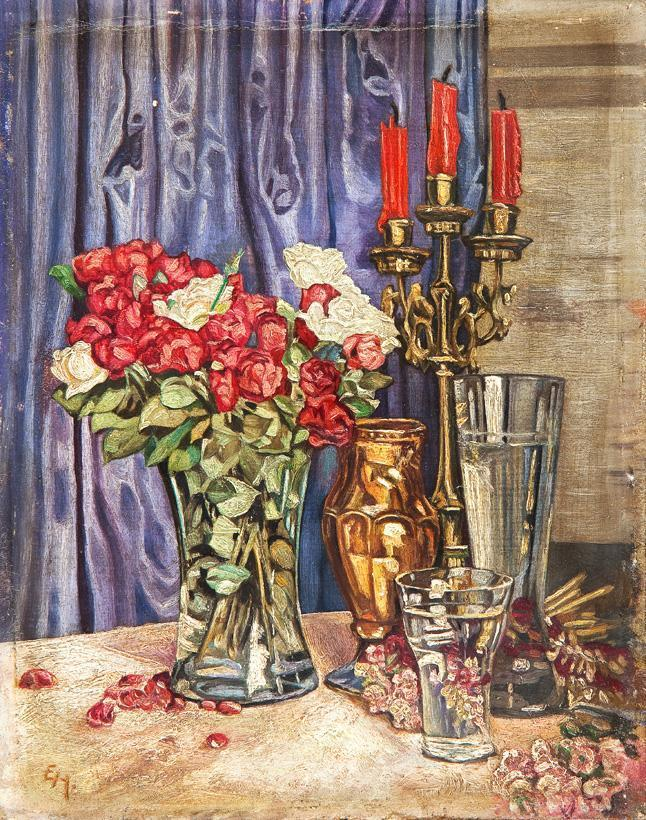
Stillleben mit Rosenstrauß in Glasvase
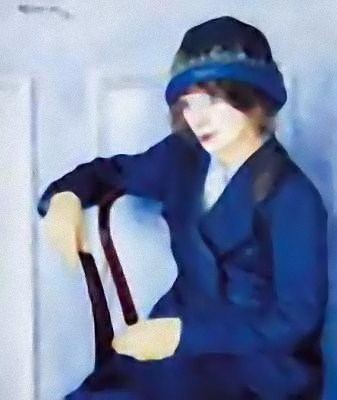
Damenbildnis in Blau
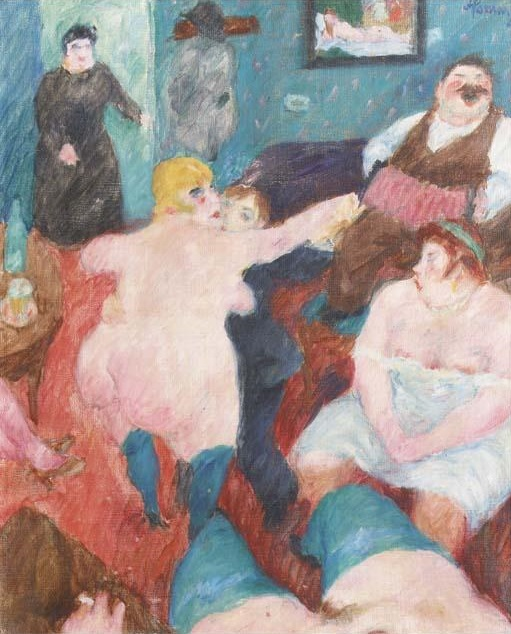
Im Bordell
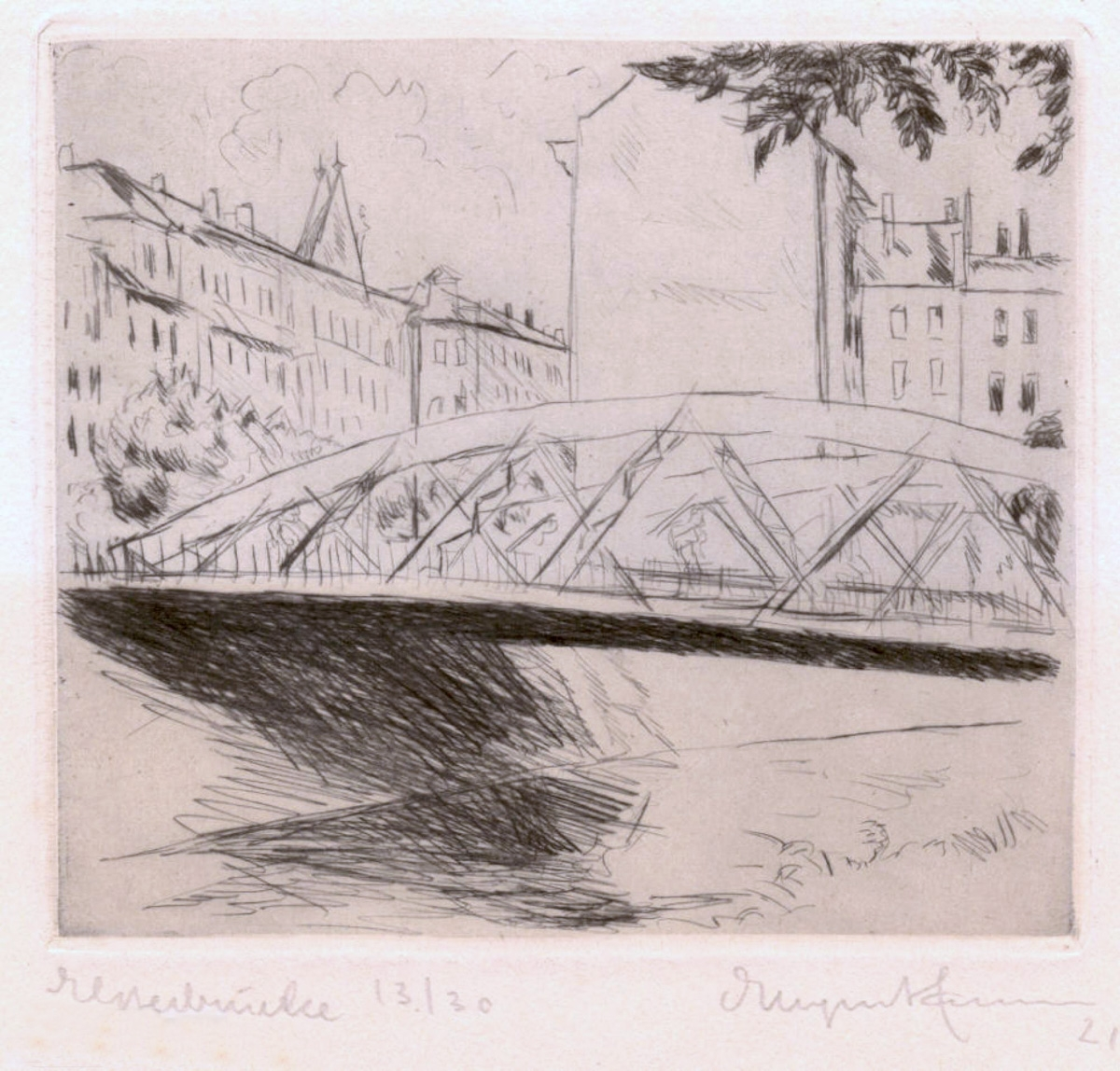
Elsterbrücke in Leipzig
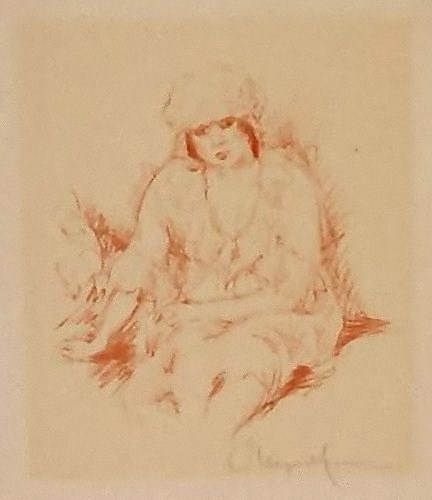
Junge Frau mit Haube
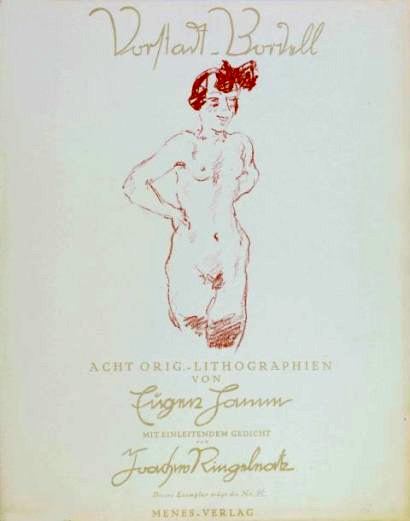
Deckblatt zur Mappe Vorstadt-Bordell
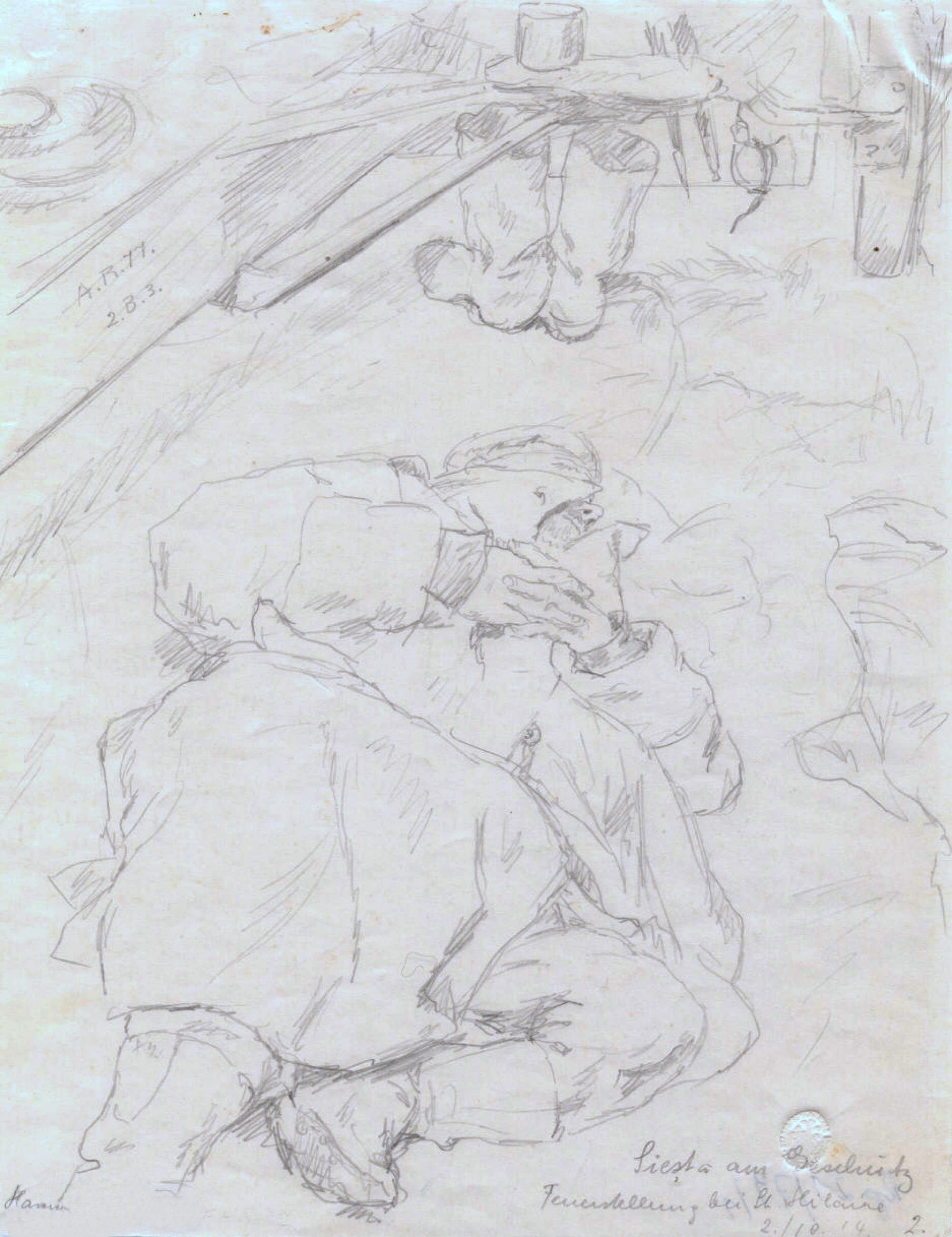
Siesta am Geschütz, Bleistiftzeichnung